# Арне Маєр
Арне Маєр (нім. Arne Maier, нім. вимова: [ˈʔaɐ̯nə ˈmaɪ̯ɐ];, нар. 8 січня 1999, Людвігсфельде) — німецький футболіст, півзахисник клубу «Аугсбург».

## Клубна кар'єра
Народився 8 січня 1999 року в місті Людвігсфельде. Вихованець берлінської «Герти». 2016 року отримав бронзову медаль Фріца Вальтера у категорії U-17, а 2018 року — срібну у категорії U-19. 13 травня 2017 року в матчі проти клубу «Дармштадт 98» він дебютував у Бундеслізі у складі останнього, замінивши Саломона Калу у другому таймі.
З 2020 року на правах оренди виступає за «Армінію».

## Виступи за збірні
2013 року дебютував у складі юнацької збірної Німеччини, взяв участь у 23 іграх на юнацькому рівні, відзначившись 4 забитими голами. З командою до 17 років став півфіналістом юнацького чемпіонату Європи у Азербайджані, на якому зіграв у всіх п'яти матчах.
З 2018 року залучається до матчів молодіжної збірної Німеччини, у її складі поїхав на молодіжний чемпіонат Європи 2019 року в Італії. У другому матчі в групі проти Сербії він відзначився голом на 90-й хвилині і його команда перемогла 6:1.

## Статистика виступів

### Статистика клубних виступів
| Сезон             | Команда           | Чемпіонат         | Чемпіонат | Чемпіонат | Національний кубок | Національний кубок | Національний кубок | Континентальні кубки | Континентальні кубки | Континентальні кубки | Інші змагання | Інші змагання | Інші змагання | Усього | Усього | Усього |
| Сезон             | Команда           | Ліга              | Ігор      | Голів     | Ліга               | Ігор               | Голів              | Ліга                 | Ігор                 | Голів                | Ліга          | Ігор          | Голів         | Ігор   | Голів  |        |
| ----------------- | ----------------- | ----------------- | --------- | --------- | ------------------ | ------------------ | ------------------ | -------------------- | -------------------- | -------------------- | ------------- | ------------- | ------------- | ------ | ------ | ------ |
| 2016–17           | «Герта»           | БЛ                | 1         | 0         | КН                 | 0                  | 0                  |                      | -                    | -                    |               | -             | -             | 1      | 0      |        |
| 2017–18           | «Герта»           | БЛ                | 4         | 0         | КН                 | 1                  | 0                  | ЛЄ                   | 2                    | 0                    |               | -             | -             | 7      | 0      |        |
| Усього за кар'єру | Усього за кар'єру | Усього за кар'єру | 5         | 0         |                    | 1                  | 0                  |                      | 2                    | 0                    |               | -             | -             | 8      | 0      |        |

## Титули і досягнення
- Чемпіон Європи (U-21): 2021